# Ипсилон
Ипсилон (главна буква Υ, малка буква υ) е 20-ата буква от гръцката азбука. В гръцката бройна система с тази буква се означава 400.
Първоначално в старогръцкия език тази буква се е произнасяла вероятно като у, а по-късно и като звук близък до ю и е имала два варианта- кратък и дълъг. В модерния гръцки тя се произнася като късо и. В началото на думите ипсилон бил предхождан от придихание, което в латинския език се преобразува в hy (hypnose)
Името на Ипсилон в началото е било υ, но по-късно се променя в „у псилон“ (на гръцки υ ψιλόν, „просто у“), за да се различава от οι, което се произнасяло по същия начин.
Римският император Клавдий предлага въвеждането на нова буква Y в латинската азбука, която да отразява гръцкия звук υ.